# スーザン・クーパー

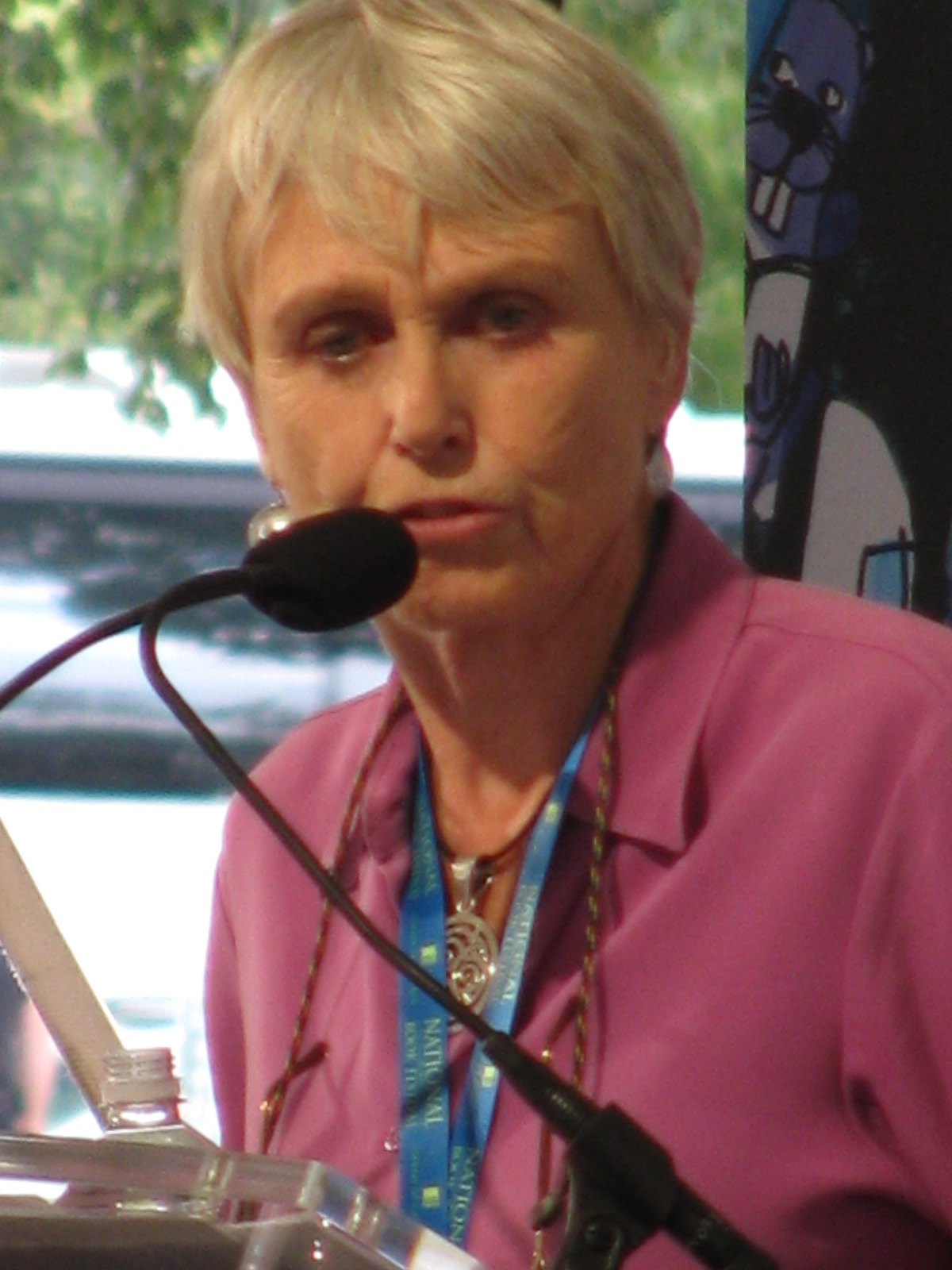
スーザン・クーパー (2013)

スーザン・クーパー（Susan Cooper、1935年5月23日 - ）は、イギリス生まれのファンタジー作家、児童文学作家。

## 略歴
- 1935年、イングランド南東部のバッキンガムシャー州に生まれる。
- オックスフォード大学を卒業。『ロンドン・サンデー・タイムズ』のジャーナリストとして働きながら、最初の作品「Mandrake」を執筆。
- 1963年、アメリカ合衆国に移住。
- 1996年、アメリカ人の俳優、ヒューム・クローニンと結婚。しかしクローニンは、2003年6月に前立腺癌で死去。
- 2005年現在はコネティカット州在住。

## 著作リスト
- 「コーンウォールの聖杯」 Over Sea, Under Stone (1968)
- 「影の王」King of Shadows
- 「妖精の騎士 タム・リン」Tam Lin

### ボガート
- 「古城の幽霊ボガート」The Boggart
- 「ネス湖の怪獣とボガート」The Boggart and the Monster

### 闇の戦い
- 「光の六つのしるし」 The Dark Is Rising (1973)
- 「みどりの妖婆」 Greenwitch (1974)
- 「灰色の王」 The Grey King (1975) ：ニューベリー賞受賞
- 「樹上の銀」 Silver on the Tree (1977)

### 絵本
- 「海と島のマイリ」The Selkie Girl